# Перелік конституційних актів держав Європи
Конституція це основний закон держави, що має найвищу юридичну силу і є нормою прямої дії.

## Перелік конституційних актів держав Європи
Австрійська Республіка
Федеральний конституційний закон від 10 листопада 1920 року (в тому числі:
1) Федеральний конституційний закон про вступ Австрії до Європейського Союзу 9 вересня 1994 року;
2) Федеральний конституційний закон про укладення Амстердамського Договору 12 травня 1998 року;
3) Федеральний конституційний закон про нейтралітет Австрії від 26 жовтня 1955 року;
4) Основний закон держави про загальні права громадян королівств і земель, представлених в Імперській раді, від 21 грудня 1867 року;
5) Федеральний конституційний закон про захист особистої свободи від 29 листопада 1988 року).
Азербайджанська Республіка
Конституція від 12 листопада 1995 року.
Республіка Албанія
Конституція від 21 жовтня 1998 року.
Князівство Андорра
Конституція від 14 березня 1993 року.
Республіка Білорусь
Конституція від 15 березня 1994 року.
Королівство Бельгія
Конституція від 17 лютого 1994 року.
Республіка Болгарія
Конституція від 12 липня 1991 року.
Боснія і Герцеговина
Конституція від 14 грудня 1995 року.
Держава – Місто Ватикан
Договір між Святим Престолом та Королівством Італія від 11 лютого 1929 року.
Основний закон Держави – Міста Ватикану від 7 червня 1929 року.
Закон № 2 про джерела права від 7 червня 1929 року.
Закон № 3 про право громадянства та право перебування від 7 червня 1929 року.
Закон № 4 про адміністративний устрій від 7 червня 1929 року.
Закон № 5 про економічну, торговельну та професіональну організації від 7 червня 1929 року.
Закон № 6 про суспільну безпеку від 7 червня 1929 року.
Сполучене Королівство Великої Британії та Північної Ірландії
Акт про Палату лордів від 11 листопада 1999 року.
Акт про Палату громад (управління справами) від 20 липня 1978 року.
Акт про місцеве самоврядування від 27 липня 1999 року.
Акт про народне представництво від 9 березня 2000 року.
Акт про Північну Ірландію від 10 лютого 2000 року.
Республіка Вірменія
Конституція від 5 червня 1995 року.
Грецька Республіка
Конституція від 11 червня 1975 року.
Королівство Данія
Конституція від 5 червня 1953 року (в тому числі Закон про престолонаслідування).
Естонська Республіка
Конституція від 28 червня 1992 року.
Ірландська Республіка
Конституція від 29 грудня 1937 року.
Республіка Ісландія
Конституція від 17 червня 1944 року.
Королівство Іспанія
Конституція від 27 грудня 1978 року.
Італійська Республіка
Конституція від 22 грудня 1947 року.
Республіка Казахстан
Конституція від 30 серпня 1995 року.
Республіка Кіпр
Конституція від 16 серпня 1960 року (в тому числі:
1) Договір про гарантії та незалежність, територіальну цілісність і Конституцію Республіки Кіпр;
2) Договір про воєнний союз).
Латвійська Республіка
Конституція від 15 лютого 1922 року.
Литовська Республіка
Конституція від 25 жовтня 1992 року (в тому числі:
1) Конституційний закон Литовської Республіки про Литовську державу від 11 лютого 1991 року;
2) Конституційний акт Верховної Ради Литовської Республіки про неприєднання Литовської Республіки до пострадянських Східних союзів від 8 червня 1992 року).
Князівство Ліхтенштейн
Конституція від 5 жовтня 1921 року.
Велике Герцогство Люксембург
Конституція від 17 жовтня 1868 року.
Північна Македонія
Конституція від 17 листопада 1991 року.
Республіка Мальта
Конституція від 1964 року.
Республіка Молдова
Конституція від 29 липня 1994 року.
Князівство Монако
Конституція від 17 грудня 1962 року.
Королівство Нідерландів
Конституція від 17 лютого 1983 року (в тому числі окремі положення Конституції 1972 року).
Федеративна Республіка Німеччина
Основний закон від 23 травня 1949 року (в тому числі окремі положення Конституції Германської імперії від 11 серпня 1919 року).
Норвезьке Королівство
Конституція від 17 травня 1814 року.
Республіка Польща
Конституція від 2 квітня 1997 року.
Португальська Республіка
Конституція від 2 квітня 1976 року.
Російська Федерація
Конституція від 12 грудня 1993 року.
Румунія
Конституція від 21 листопада 1991 року.
Республіка Сан-Марино
Декларація прав громадян та основних принципів державного устрою Сан-Марино від 8 липня 1974 року.
Республіка Сербія
Конституція від 10 листопада 2006 року.
Словацька Республіка
Конституція від 1 вересня 1992 року.
Республіка Словенія
Конституція від 25 червня 1991 року (в тому числі:
1) Конституційний закон про введення в дію Основної конституційної хартії самостійності і незалежності Республіки Словенія;
2)Конституційний закон про введення в дію Конституції Республіки Словенія).
Турецька Республіка
Конституція від 7 листопада 1982 року.
Угорська Республіка
Конституція від 18 серпня 1949 року.
Україна
Конституція від 28 червня 1996 року (Зміни з 08.12.2004).
Фінляндська Республіка
Основний закон від 11 червня 1999 року.
Французька Республіка
Конституція від 4 жовтня 1958 року (в тому числі:
1) преамбула до Конституції Французької Республіки 1946 року;
2) Декларація прав людини і громадянина від 26 серпня 1789 року).
Республіка Хорватія
Конституція від 22 грудня 1990 року.
Чеська Республіка
Конституція від 16 грудня 1992 року (в тому числі Хартія основних прав і свобод від 9 січня 1991 року).
Республіка Чорногорія
Конституція від 12 жовтня 1992 року.
Швейцарська Конфедерація
Конституція від 18 квітня 1999 року.
Королівство Швеція
Конституція від 27 лютого 1974 року (в тому числі:
1) Акт про престолонаслідування від 26 вересня 1810 року; 
2) Акт про свободу друку від 1949 року;
3) Основний закон про свободу висловлювань від 1991 року;
4) Конституційний закон Акт про Риксдаг від 28 лютого 1974 року).